# Materia egzotyczna
Materia egzotyczna – hipotetyczna koncepcja fizyki cząstek elementarnych; jest to każdy rodzaj materii, który nie jest zgodny z modelem klasycznym lub nie składa się z barionów. Materia tego typu miałaby niespotykane wśród normalnej materii cechy, takie jak np. ujemna masa (nie antymasa – antymateria ma masę dodatnią). Ujemna masa powodowałaby odpychanie grawitacyjne ciał zbudowanych z materii egzotycznej w miejsce przyciągania materii zwykłej. Według niektórych teorii mogłyby z niej być zbudowane tunele czasoprzestrzenne czy hipotetyczne gwiazdy takie jak gwiazdy Q.
Materia egzotyczna jest potencjalnym składnikiem ciemnej energii.